# Дом мещан Беньковских
Дом мещан Беньковских — каменное угловое жилое здание, являющееся образцом главного дома городской усадьбы конца XIX века в исторической части города Курска. Памятник архитектуры и градостроительства. Вместе с Домом купца М. А. Кудрявцева составляет архитектурный ансамбль парадного въезда на Рассыльную улицу с существовавшей в дореволюционное время площади у Богословского храма.

## История
В конце XIX - начале XX веков домом владел бывший унтер-офицер, мещанин, торговавший полотном, церковный староста Богословского храма Афанасий Филаретович Беньковский. В Курск А. Ф. Беньковский приехал после Крымской войны, где, заработав средств и женившись, выстроил два рядом стоящих дома городской усадьбы на Новопреображенской улице.
В 1901 году в доме размещались казенная винная лавка и магазин полотна самого владельца дома.
В 1910-е годы владельцами дома были братья Николай и Иван Афанасьевичи Беньковские. Им же здание принадлежало и в конце 1920-х годов.

## Архитектура
Здание близко к прямоугольному в плане, двухэтажное, имеет традиционный для угловых домов срез угла под 45 градусов парадного входа со стороны перекрестка улиц Красной Армии и Рассыльной. Выходящие на улицу парадные фасады выполнены в неоклассицистическом решении кирпичного стиля, с исполнением всех архитектурных деталей из фигурного и резного облицовочного кирпича без последующей штукатурки.
Западный фасад имеет четкий ритм семи оконных проемов, северный - четырех  (на первом этаже с южного и восточного флангов фасада соответственно расположены вместо окон дверные порталы). Поле стены первого этажа рустовано, окна и порталы подчеркнуты прямым перекрытием с замковой кладкой. Общее решение первого этажа стилизованно под стереобат (цоколь) большого ордера неоклассической композиции. Этажи разделяет профилированный поясок. Поле стены второго этажа гладкое, по флангам ограничено широкими рустованными пилястрами. Лучковые окна второго этажа обрамлены профилированными наличниками и визуально поддерживаются снизу лопатками, между которых расположены прямоугольные филёнки.
Венчающий карниз узкого выноса образован несколькими рядами раскрепованной кирпичной кладки.
Угловой срез не акцентирован декором и повторяет уличные решения. В дореволюционное время имел кованное крытое крыльцо, переходящее на втором этаже в балкон.
В период с 31 декабря 2018 года по 2 января 2019 года произошло обрушение венчающего карниза, а также повреждение облицовочной кладки в простенках окон второго этажа западного фасада.

## Градостроительное значение
По планам города Курска второй половины XIX века Рассыльная улица начиналась от Лесной площади у Богословского храма. Угловые дома городских усадеб мещан Беньковских и купца М. А. Кудрявцева оформляли парадный въезд на улицу со стороны площади за счет симметричного расположения и схожего архитектурно-стилевого ретроспективистского решения. Данные дома держат углы кварталов, сформированных по первому генеральному плану города Курска 1782 года, а также оформляют не только ось движения площадь-улица, но и визуальную ось к храму на бывшей торговой и церковкой площади (сейчас Парк Дзержинского).
Ансамбль домов является уникальным для провинциального города образцом купеческой застройки и формирует «островок» XIX столетия у въезда на улицу Рассыльную.

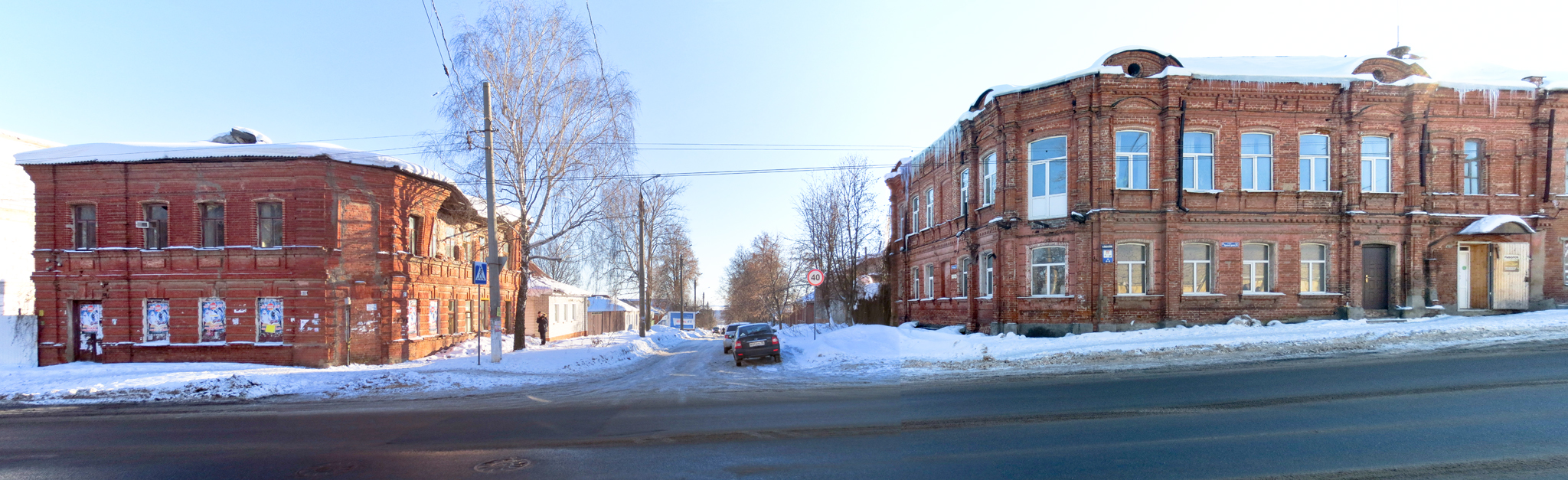
Архитектурный ансамбль въезда на улицу Рассыльную (19 января 2019 года)

## Кампания по сохранению здания

### Предыстория
В 1995 году здание дома Беньковских выло включено в список выявленных объектов культурного наследия.
26 декабря 2006 года на основании Акта межведомственной комиссии здание было признано аварийным и подлежащим сносу или реконструкции.
20 декабря 2007 года дом вошел в перечень адресов зданий квартала № 408, подлежащих сносу для развития застроенной территории. На земельных участках данного квартала предусматривается возведение жилых домов 5-17 этажности.
18 декабря 2008 года здание было включено в адресную программу Курской области по переселению граждан из аварийного жилищного фонда с учетом необходимости стимулирования развития рынка жилья на 2008-2011 годы.
13 октября 2009 года вышло постановление Администрации города Курска о выкупе четырех квартир у собственников в связи с аварийным состоянием дома.
До конца 2009 года Администрацией города Курска были выкуплены 6 жилых помещений, в эксплуатации осталось только одно, арендованное под торговую площадь.
21 января 2012 года Комитетом по культуре и искусству администрации Курской области здание было исключено из списка выявленных объектов культурного наследия на основании решения Ленинского районного суда.
5 апреля 2013 года вышло постановление Администрации города Курска о выкупе земельного участка, на котором расположено здание.
17 декабря 2013 года Комитет по культуре и искусству администрации Курской области выдал задание на проведение государственной историко-культурной экспертизы № 10.4-01-15/3902, которая была проведена 24 января 2014 года экспертом Министерства культуры, архитектором-реставратором, главным архитектором Центрального совета ВООПиК В.Э. Яндовским, который признал здание памятником с видовой принадлежностью «памятник архитектуры и градостроительства». Однако дальнейшая процедура после положительной экспертизы по включению дома в Единый государственный реестр объектов культурного наследия (памятников истории и культуры) народов Российской Федерации не последовала.

### 2018 год
2 февраля 2018 года стало известно о проведение тендера на снос дома Беньковских за 333706 рублей.
14 февраля 2018 года жителями Курска в связи со сносом дома Беньковских и дома А. С. Шумакова (улица Горького, 16) было объявлено о проведении пикета «Не убивайте архитектуру Курска!» для выражения протеста уничтожению архитектурно-исторического наследия и облика города, против бездействия ответственных лиц, органов и организаций, которое привело к разрушению зданий дореволюционной постройки в исторических кварталах Курска, против неконтролируемого размещения рекламных конструкций на фасадах исторических зданий.

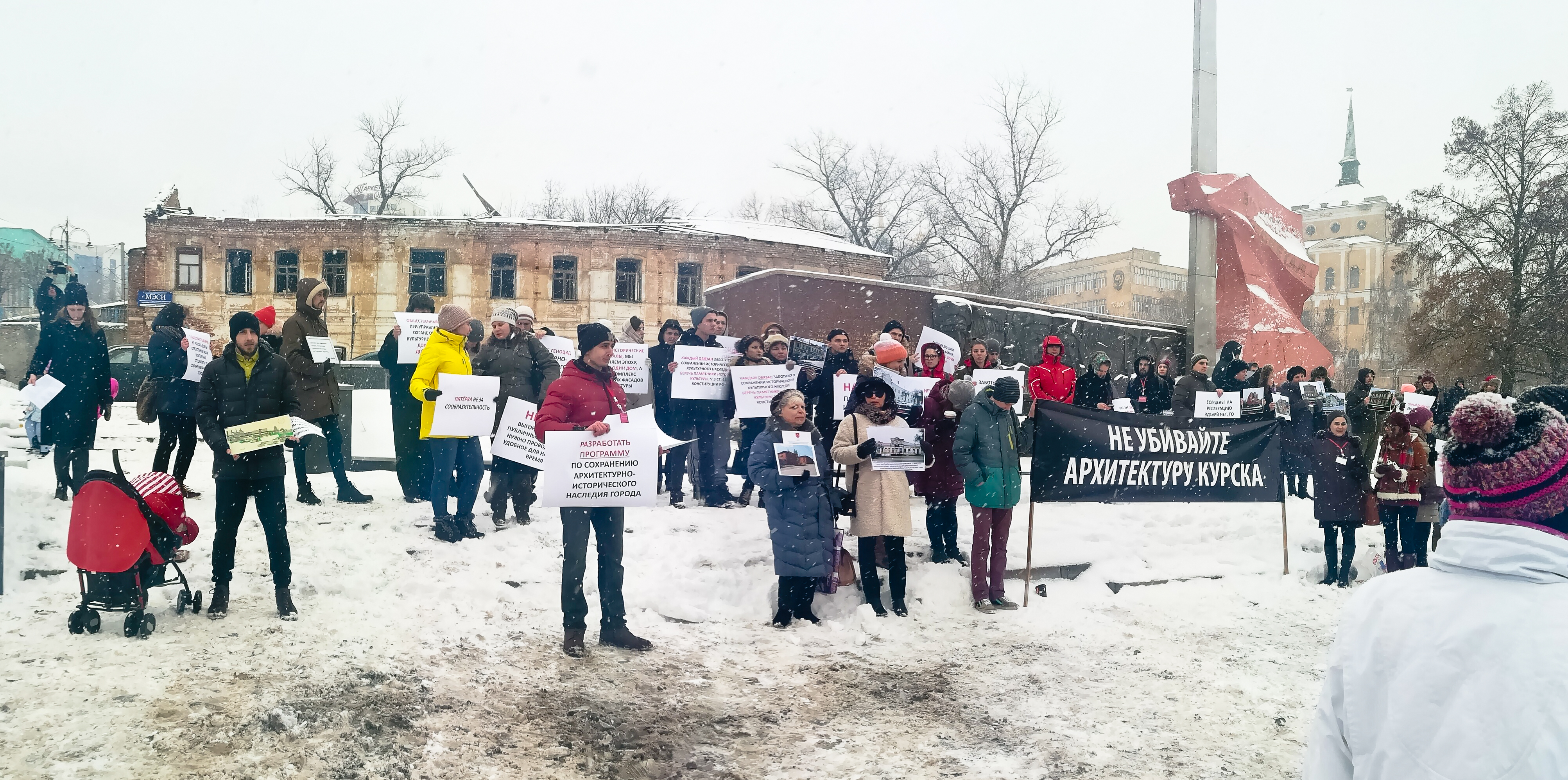
Пикет «Не убивайте архитектуру Курска» 17 февраля 2018 года

17 февраля 2018 года на площади Советов Курска прошел пикет «Не убивайте архитектуру Курска!», в котором приняли участие около сотни активистов общественных организаций и неравнодушных курян, которые встали на защиту исторического облика столицы региона и, в частности, домов Беньковских и А. С. Шумакова. В пикете участвовала потомок рода Беньковских Вера Пономарёва с просьбой сохранить здание их родовой городской усадьбы, которое им обещали признать культурным наследием.
2 марта 2018 года под влиянием общественности снос дома Беньковских был временно отложен (Комитет жилищно-коммунального хозяйства города Курска расторг контракт с подрядчиком ООО «Михайловская слобода +» по соглашению сторон).
12 марта 2018 года прошел круглый стол между представителями общественности и чиновниками городской администрации Курска и Комитета по культуре и искусству Курской области по вопросу сохранения культурного наследия областного центра.
Несмотря на возмущение общественности здание дома мещан Беньковских не было официально признано объектом, обладающим признаками культурного наследия. Поэтому в сентябре 2018 года Комитет жилищно-коммунального хозяйства города Курска объявил новый тендер по сносу здания за 385316 рублей. Важность факта сноса объяснялась необходимостью выполнения плана по переселению из ветхого и аварийного жилья, поскольку в противном случае Курская область не сможет войти в программу по переселению в 2019 году.
14 сентября 2018 года в Комитет жилищно-коммунального хозяйства города Курска поступило письмо от Управления администрации Курской области по охране объектов культурного наследия с требованием приостановить работы по сносу жилого дома № 80 по улице Красной Армии в связи с проведением оценки историко-культурной ценности здания.
17 сентября 2018 года был определен исполнитель сноса здания — индивидуальный предприниматель А. В. Дюкарев, предложивший за проведение работ за 223483,28 рублей.
23 сентября 2018 года в Курске у кинотеатра «Мир» состоялся второй пикет, посвященный необходимости сохранения дома мещан Беньковских. В пикете участвовало около 20 человек с самодельными плакатами и фотографиями старых домов, которые планируются городскими властями к сносу, а также объектов наследия Курска, которые были утрачены: Летнем театре, Георгиевской аптеке и других.. Одновременно была опубликована петиция в защиту «дома Беньковских» от региональной общественной организации «Культурно-просветительское общество «Возрождение», в которой указывалось, что дом имеет историческую ценность, поэтому не может быть снесен.
18 октября 2018 года приказом Управления администрации Курской области по охране объектов культурного наследия дом Беньковских был включен в Перечень выявленных объектов культурного наследия, расположенных на территории Курской области.
24 декабря 2018 года была проведена повторная государственная историко-культурная экспертиза дома экспертом Министерства культуры, архитектором, кандидатом архитектуры Е. В. Холодовой, которая сделала вывод, что «объект является самобытным образцом сохранившейся городской усадьбы периода историзма последней четверти XIX в., одним из неотъемлемых элементов пространственно-планировочной структуры градостроительной среды исторического города» и признала здание памятником с видовой принадлежностью «памятник архитектуры и градостроительства».
В период с 31 декабря 2018 года по 2 января 2019 года произошло обрушение венчающего карниза, а также повреждение облицовочной кладки в простенках окон второго этажа западного фасада дома Беньковских. В связи с этим представители общественности направили письмо в органы государственной власти с просьбой провести срочные противоаварийные и консервационные работы на объекте. Также специалистами было сделано предположение об умышленном повреждении здания.

### 2019 год
В январе 2019 года по поручению временно исполняющего обязанности губернатора Курской области Романа Старовойта специалисты Управления администрации Курской области по охране объектов культурного наследия  провели обследование дома Беньковских и предписали администрации Курска до 15 февраля подготовить, а до 15 марта провести необходимые противоаварийные работы. Также Управление МВД по Курской области начало проверку сведений об умышленном повреждении объекта культурного наследия..
В конце января 2019 года Комитет по управлению муниципальным имуществом города Курска обратился в суд для обжалования предписаний Управления администрации Курской области по охране объектов культурного наследия по дому Беньковских. По версии авторов иска, Положение о комитете не обязывает заниматься консервацией домов, находящихся в собственности муниципалитета.
1 февраля 2019 г. Культурно-просветительское общество «Возрождение» получило письмо от УМВД по городу Курску, что по итогам проверки по статьям 243, 167, 158 УК РФ отказано в возбуждении уголовного дела по факту обрушения дома Беньковских за отсутствием состава преступления. При проведении проверки не была произведена строительно-техническая экспертиза для установления причин обрушения, а только были опрошены соседи. При этом УМВД по городу Курску направили запрос в Комитет архитектуры и градостроительства города Курска и на проведение специальной экспертизы.
28 февраля 2019 г. Дом мещан Беньковских Управлением Администрации Курской области по охране объектов культурного наследия был включен в единый государственный реестр объектов культурного наследия (памятников истории и культуры) народов Российской Федерации в качестве объекта культурного наследия регионального значения.
18 марта 2019 г. врио губернатора Курской области Роман Старовойт во время встречи с молодежью в рамках проекта «Диалог на равных» отметил, что в ситуации с Домом Беньковских есть правовое несоответствие и разные позиции юридического уровня, но несмотря на это будет производиться работа в направлении воссоздания объекта для чего необходимо привлечение частных инвестиций на основе государственно-частного партнерства, а это уже является сложной задачей.

### 2020
В мае 2020 года ООО «МД-Сервис» стало победителем аукциона на право аренды Дома мещан Беньковских на 49 лет за 49 руб.. В рамках заключенного договора арендатор должен в срок не позднее двух лет разработать и согласовать всю проектную документацию, произвести все изыскания, пройти государственную экспертизу проекта; в срок не позднее 5 лет выполнить реставрацию здания.